# Anchomenus
Genre
Anchomenus est un genre d'insectes coléoptères de la famille des Carabidae.

## Classification
Le genre Anchomenus a été créé en 1810 par l'entomologiste italien Franco Andrea Bonelli (1784-1830),.

## Répartition
Anchomenus est un genre de carabes originaires du Paléarctique (y compris l'Europe), du Proche-Orient et de l'Afrique du Nord.

## Liste d'espèces
Il contient les espèces suivantes :
- Anchomenus aeneolus (Leconte, 1854)
- Anchomenus capensis Liebherr, 1991
- Anchomenus cyaneus Dejean, 1828
- Anchomenus dohrnii Fairmaire, 1866
- Anchomenus dorsalis (Pontoppidan, 1763)
- Anchomenus funebris (Leconte, 1854)
- Anchomenus kurnakovi (Kryzhanovskij, 1983)
- Anchomenus leucopus Bates, 1873
- Anchomenus quadratus (Leconte, 1854)
- Anchomenus suensoni (Mandl, 1981)
- Anchomenus tigridis Andrewes, 1927
- Anchomenus turkestanicus Ballion, 1871
- Anchomenus virescens (Motschulsky, 1865)
- Anchomenus yukihikoi (Habu, 1962)

## Espèces fossiles
Selon Paleobiology Database en 2023, le nombre d'espèces fossiles référencées est de deux :
- †Anchomenus bipunctatus Förster, 1891
- †Anchomenus orphanus Heer, 1847

## Galerie

Espèces vivantes du genre Anchomenus
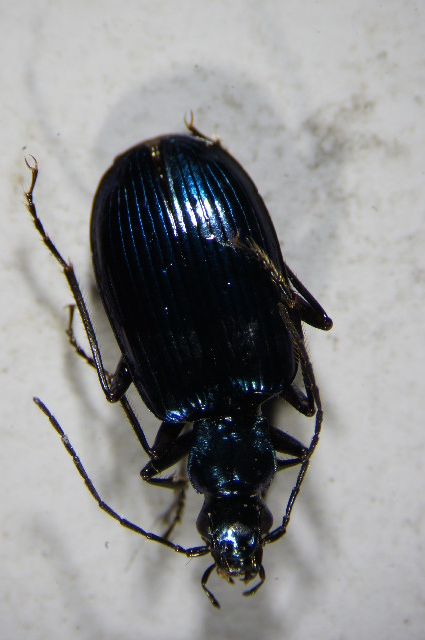
Anchomenus cyaneus.
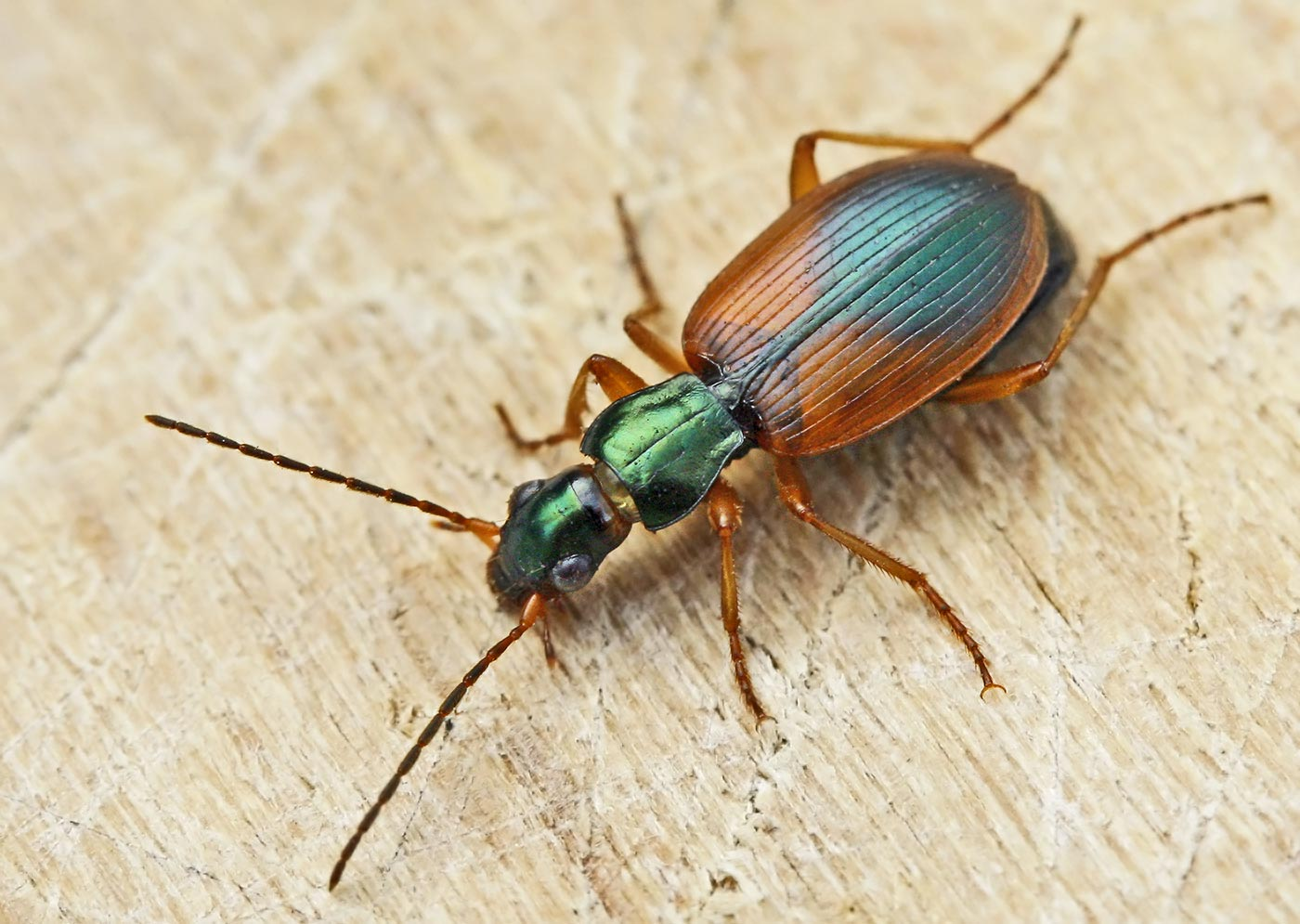
Anchomenus dorsalis.
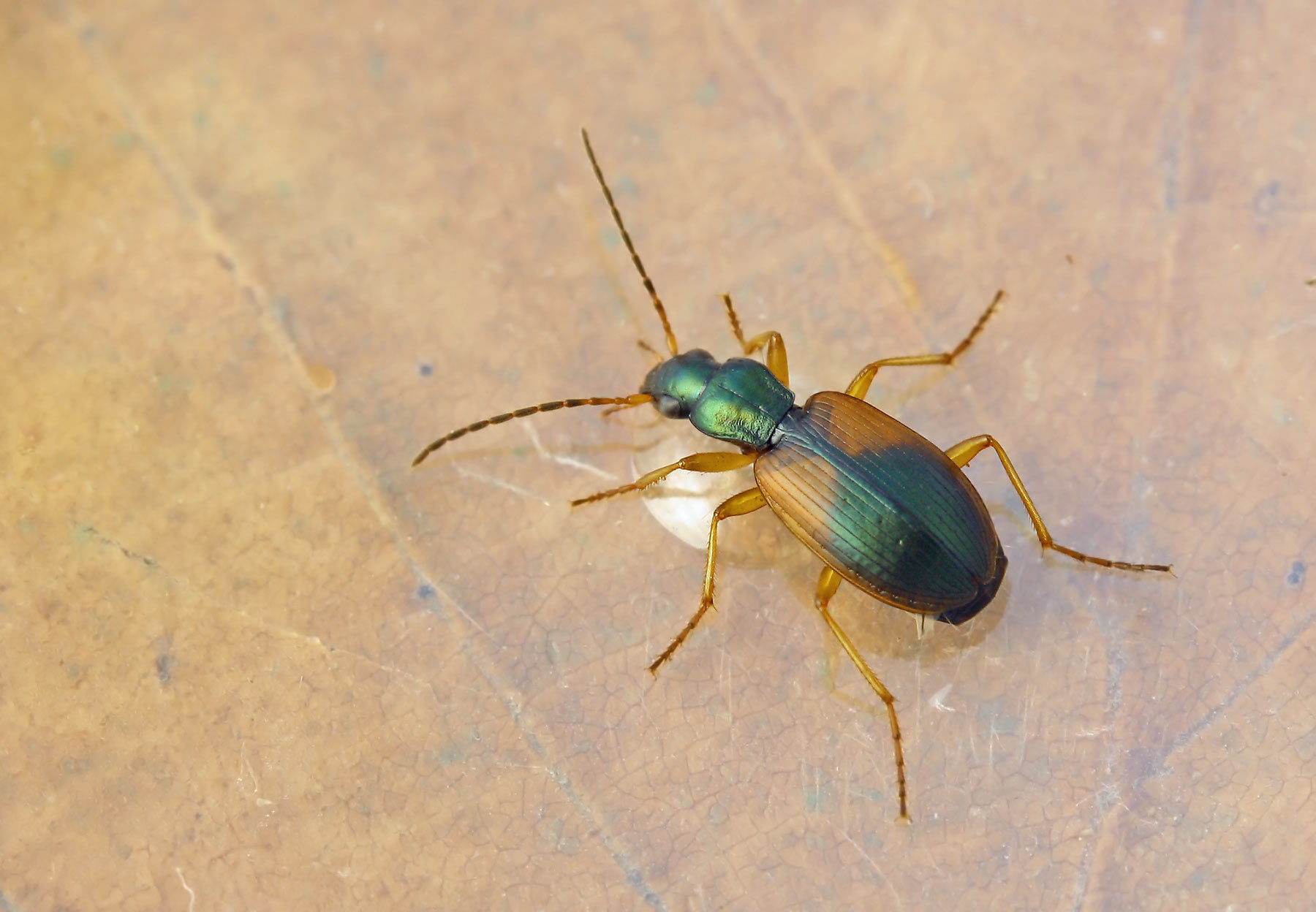
Anchomenus dorsalis.

### Publication originale
- [Franco Andrea Bonelli 1810] Franco Andrea Bonelli, Observations Entomologiques. Première Partie (Cicindélètes et Portion des Carabiques), 1810, 1-58 p.